# Thenea malindiae
Thenea malindiae är en svampdjursart som beskrevs av Lendenfeld 1907. Thenea malindiae ingår i släktet Thenea och familjen Pachastrellidae.
Artens utbredningsområde är havet utanför Kenya. Inga underarter finns listade i Catalogue of Life.